# Francisco José Viegas
Francisco José Viegas (Pocinho, 14 marzo 1962) è un giornalista, scrittore e politico portoghese autore di romanzi gialli tradotti in diverse lingue. Ha creato il personaggio dell'ispettore Jaime Ramos.

## Biografia
Nato a Pocinho, un piccolo villaggio del distretto di Guarda vicino alla città di Vila Nova de Foz Côa, all'età di otto anni si è trasferito con la famiglia a Chaves, dove ha frequentato la scuola. Dopo il diploma di maturità si è iscritto alla Nuova Università di Lisbona. Nel 1982 ha pubblicato il suo primo libro di poesie. Nel 1983 ha conseguito la laurea in Lingue e letterature moderne, con indirizzo di Studi Portoghesi. Dopo la laurea si è dedicato inizialmente all'insegnamento e dal 1983 al 1987 ha lavorato come assistente di linguistica all'Università di Évora, collaborando nel frattempo con alcuni giornali. Nel 1987 ha abbandonato l'insegnamento universitario per dedicarsi interamente al giornalismo e alla letteratura: in quell’anno è stato co-fondatore della rivista letteraria Ler (di cui ha assunto la direzione) e ha pubblicato il suo primo romanzo poliziesco, Regresso por un Rio, che ha come protagonista il commissario Felipe Castanheira. Nel 1991 ha pubblicato il libro giallo Morte no Estadio, dove fa il suo esordio l'ispettore Jaime Ramos.
Nel 2006 Viegas è stato nominato direttore del museo Casa Fernando Pessoa dall'allora sindaco di Lisbona, Antonio Carmona Rodriguez, ma nel 2008 ha lasciato l'incarico. Nel 2011 ha iniziato un percorso in politica presentandosi come indipendente alle elezioni legislative nelle liste del Partito Social Democratico. Eletto all'Assemblea della Repubblica, è stato nominato Segretario di Stato per la Cultura nel Governo Passos Coelho I, ma ha rassegnato le dimissioni dopo un anno per motivi di salute.
Durante la sua carriera giornalistica, Viegas ha collaborato con numerose testate della stampa portoghese, tra cui Espresso, Diário de Notícias, Record e Correio da Manhã. Oltre alla revista Ler, ha diretto anche le riviste Grande Reportagem e Gazeta dos Desportos ed è stato redattore della rivista Oceanos. Oltre che sulla carta stampata è stato presente anche in televisione, dove è stato autore e conduttore di programmi sulle emittenti Sociedade Independente de Comunicação, RTP1, RTP2, RTP3 e TVI24. Alla radio, è stato commentatore per TSF e Antena 1. E stato inoltre nominato direttore editoriale della casa editrice Quetzal Editores. Come scrittore, ha pubblicato libri di poesia, romanzi, resoconti di viaggio, guide, un libro per bambini e un'opera teatrale. I suoi libri polizieschi sono stati tradotti in diverse lingue. I suoi romanzi Longe de Manaus e A Luz de Pequim sono stati premiati rispettivamente nel 2005 e nel 2020.
Viegas ha fondato un suo blog, A Origem das Espécies.

## Opere

### Libri di poesia
- Fascínio da Monotonia, 1982
- Olhos de Água, 1983
- Paisagens, Caligrafias, 1983
- As imagens, 1987
- Todas as coisas, 1988
- Poemas, 1988
- O Medo do Inverno Seguido de Poemas Irlandeses, 1994
- Metade da Vida, 2002
- O Puro e o Impuro, 2003
- Se me Comovesse o Amor, 2008
- Juncos à Beira do Caminho, 2018
- Deixar um Verso a Meio, 2019

### Romanzi
- Regresso por um Rio, 1987
- Crime em Ponta Delgada, 1989
- Morte no Estádio, 1991
- As Duas Águas do Mar, 1992
- Um Céu Demasiado Azul,1995 (Edizione italiana: Un cielo troppo blu, La Nuova Frontiera, 2008)
- Um Crime na Exposição, 1998
- Um Crime Capital, 2001
- Lourenço Marques, 2002 (pubblicato in Brasile con il titolo A Luz do Índico)
- Longe de Manaus, 2005 (Edizione italiana: Lontano da Manaus, La Nuova Frontiera, 2006)
- A Poeira que cai sobre a Terra, 2006
- O Mar em Casablanca, 2009 (Edizione italiana: Il mare di Casablanca, La Nuova Frontiera, 2010)
- O Colecionador de Erva, 2013
- A Poeira que Cai Sobre a Terra e Outras Histórias de Jaime Ramos, 2016
- A Luz de Pequim, 2019

### Opere teatrali
- O Segundo Marinheiro, 1988

### Libri per bambini
- Se Eu Fosse…Nacionalidades (Editora Booksmile, 2010)

### Resoconti di viaggio
- Nas Margens de um Rio, 1987
- Comboios Portugueses, 1988
- O Voo dos Anjos, 1995
- Tão Longe Quanto os Homens, 2010

### Guide
- 99 cervejas + 1 ou Como Não Morrer de Sede no Inferno, 2006
- A Dieta Ideal. Receitas Familiares e Saborosas, 2015

## Premi
- 2005: Grande Prémio de Romance e Novela dell'Associazione Portoghese degli scrittori per il romanzo Longe de Manaus
- 2020: Prémio Fernando Namora e Prémio Pen Club de Narrativa per il romanzo A Luz de Pequim

## Onorificenze
- Grand'Ufficiale dell'Ordine al merito del Portogallo (2009)